# 馬塞洛·阿邦丹扎
馬塞洛·阿邦丹扎（Marcello Abbondanza，1970年8月24日—）是一名義大利排球教練，他自1996年起開姑執教生涯。現時執教土耳其球隊費內巴切女排俱樂部。

## 生涯
2013年，土耳其豪門費內巴切女排俱樂部聘請馬塞洛擔任主教练一職以接替何塞·羅伯托·吉馬良斯的離任，他便帶領費內巴切奪得2013-14賽季歐洲女排盃冠軍。在第二個賽季中，費內巴切在土耳其女排杯及土耳其女子排球聯賽亦奪得冠軍。
在第三個賽季，費內巴切便奪得土耳其女排超級杯冠軍及土耳其女子排球聯賽亞軍。他亦帶領費內巴切進入歐洲女排冠軍聯賽的四強，惟在四強時敗給老對手瓦基弗銀行女排俱樂部。最終獲得第三名。這次是他第三次帶領三個不同球隊進入四強。在第四個賽季，馬塞洛繼續擔任主教练一職，並再度奪得土耳其女排杯。在2016-17賽季中，費內巴切在四強遇上伊薩奇巴希女排俱樂部，在金局局10:14落後下成功追回戰勝伊薩奇巴希進入了決賽。並於決賽中擊敗加拉塔薩雷女排俱樂部第二度獲得聯賽冠軍。
2019年，馬塞洛重返土耳其執教，出任土耳其航空女排俱樂部主教練一職。